# Monieux
Monieux is een gemeente in het Franse departement Vaucluse (regio Provence-Alpes-Côte d'Azur) en telt 344 inwoners (2008). De plaats maakt deel uit van het arrondissement Carpentras.

## Geografie
De oppervlakte van Monieux bedraagt 52,7 km², de bevolkingsdichtheid is 4,7 inwoners per km².
De onderstaande kaart toont de ligging van Monieux met de belangrijkste infrastructuur en aangrenzende gemeenten.

## Demografie
Onderstaande figuur toont het verloop van het inwonertal (bron: INSEE-tellingen).

## Trivia
De Vlaamse schrijver Stefan Hertmans heeft een tweede huis in het hoogstgelegen straatje van het dorp. Monieux speelt een rol in zijn roman De bekeerlinge.